# Rébellion She-An
Transition des Ming aux Qing
Batailles
Unification des Jürchens - Fushun - Qinghe - Sarhu - Kaiyuan - Tieling - Xicheng  - Shen-Liao -  Zhenjiang - She-An - Guangning - Ningyuan - Corée (1627) - Ning-Jin - Jisi - Dalinghe - Wuqiao - Lüshun - Corée (1636) - Song-Jin - Révoltes paysannes - Pékin - Shanhai
La Rébellion She-An, aussi appelée la « rébellion Yongning », est un soulèvement du peuple Yi qui a lieu au Sichuan et au Guizhou à la fin de l'automne 1621. C'est une conséquence directe des impôts supplémentaires levés par la dynastie Ming. Cette rébellion débute lorsque les chefs de tribu Yi She Chongming et An Bangyan se soulèvent contre la dynastie Chinoise et dure près de huit ans avant d’être finalement réprimée à l'été 1629.

## Contexte
La dynastie Ming augmente lourdement les impôts pour financer l'effort de guerre dans la province frontalière du Liaodong, face aux attaques des Jürchens de la Dynastie des Jin postérieurs. Des provinces comme le Sichuan et le Guizhou sont tenues de fournir des troupes, des fournitures et des céréales à titre de taxes.

## Déroulement des combats
Lors de la levée de ces taxes supplémentaires, She Chongming, un Tusi de Yongning, commence par accepter de fournir aux Ming 1 500 000 kg de céréales et 20 000 guerriers tribaux Yi pour le Liaodong. Cependant, lorsqu'il se présente à Chongqing en 1621, il amène avec lui les 20 000 soldats, mais aussi 80 000 autres membres de leurs familles, y compris des animaux. Le gouverneur local les informe donc que seuls des combattants sont nécessaires et ordonne à la majorité d'entre eux de rentrer chez eux, tout en refusant de leur fournir la nourriture nécessaire pour le voyage retour. Les Yi attaquent alors Chongqing et tuent le gouverneur ainsi que plusieurs responsables locaux. Après cette victoire, She proclame la fondation du royaume de Shu, dont il devient le souverain, et envoie ses troupes, qui auraient été renforcées par le recrutement de 100 000 renégats chinois, à la conquête du Sichuan. Les rebelles passent du Sichuan au Guizhou, où ils s'emparent de la ville de Zunyi, mais n'arrivent pas à conquérir Chengdu, qu'ils assiègent sans succès pendant trois mois et demi. La ville de Chongqing est reprise par les forces Ming un mois plus tard.
Suivant les traces de She Chongming, An Bangyan, le Tusi de Nasu Yi, envoie également des troupes au lieu de céréales comme paiement des taxes. Quand il essuie à son tour un refus des autorités Ming, An se rebelle à son tour et se joint à She Chongming « afin de réclamer la gloire de ses ancêtres ». Ensemble, les deux chefs aborigènes marchent sur Guiyang avec une armée de 300 000 hommes et l’assiègent. Bien que Guiyang ne soit défendue que par 5 000 soldats, l'armée des deux Tusi n'arrive pas à percer les défenses de la ville, car ils n'attaquent qu'un côté à la fois. Le siège de Guiyang est levé après 296 jours, à la fin de l'hiver 1622. À cette date, il reste à peine 200 défenseurs en vie dans la cité. An Bangyang se retire dans ses cachettes de montagne et fait semblant de se rendre, mais quand un envoyé se présente pour négocier sa reddition, il le fait tuer.
La rébellion reprend au printemps 1623, lorsqu'une armée Ming de 40 000 hommes est prise en embuscade et décimée par les tribus locales. Le commandant en poste sur place, Zhu Xiyuan, demande immédiatement 200 000 soldats supplémentaires ainsi que trois millions de taels de fournitures pour réprimer la rébellion. Un an plus tard, le conflit au Sichuan se poursuit, car si les troupes Ming ont tué 18 000 rebelles, elles n'ont pas pu mettre fin à la rébellion de manière décisive en raison du manque de vivres. En 1625, 27 500 rebelles sont tués lors des combats. Le conflit dans la région du Sichuan-Guizhou se poursuit jusqu'à l'été 1629, lorsque 450 000 soldats au total sont mobilisés pour engager le combat avec les forces de She Chongming et d'An Bangyang. Tous deux meurent lors des combats la même année et le royaume de Shu est rapidement démantelé.

## Conséquences
La rébellion She-An a eu des conséquences astronomiques sur les finances de Ming. Tout l'effort anti-rébellion a coûté au Ming un total de 35 millions de taels d'argent, et 145 milliards de kilogrammes de céréales.